# Цельмер Олександр Фрідріхович
Олександр Фрідріхович Цельмер (нар. 16 грудня 1965, м. Могилів-Подільський) — український звукорежисер. 

## Біографія
Народився 16 грудня 1965 року у місті Могилів-Подільському Вінницької області в родині оператора комбінованих зйомок і викладача Ф. Й. Цельмера.
У 1990 році закінчив Ленінградський інститут кіноінженерів. Член Національної спілки кінематографістів України.

## Фільмографія
Оформив на кіностудії імені Олександра Довженка й «Галичина» стрічки:
- «Просвітлої дороги свічка чорна» (1992),
- «Кобзар»,
- «Пієта» (1993),
- «Дорога на Січ» (1994),
- «Страчені світанки» (1995),
- «Златокрай» (1996),
- «Дві Юлії» (1998) та ін.

Працює на телеканалі «Інтер» (зокрема, оформляв мюзикли «Вечори на хуторі біля Диканьки» (2001), «Попелюшка» (2002), серіал «Таємна любов» (2019).